# Хусейн Ергані
Хусейн Ергані (Hüseyin Ergani) (1973, Ерзурум) — турецький дипломат. Генеральний консул Туреччини в Одесі (Україна) (2011—2013).

## Життєпис
Народився у 1973 році в Ерзурумі. У 1996 році закінчив Босфорський університет, факультет економіки та адміністративних наук, факультет міжнародних відносин. Він говорить англійською та російською мовами на середньому рівні.
З 1996 року на дипломатичній роботі в Міністерстві закордонних справ Туреччині.
З 1998 по 2000 рік він обіймав посаду аташе та третього секретаря на посаді виконавчого віце-президента з питань двосторонніх культурних зв'язків.
У 2000 році призначений третім секретарем посольства Душанбе (Таджикистан).
З 2002 по 2005 рік він обіймав посаду постійного представника Управління Женеви в ООН як другого секретаря та першого секретаря.
У 2005—2007 роках він обіймав посаду головного діловодства заступника генерального директора з багатосторонніх економічних питань.
З 2007 по 2008 рік він працював політичним консультантом у старшому цивільному представнику НАТО в Афганістані.
У 2008—2011 роках — працював заступником секретаря у посольстві у Вашингтоні (США).
З 1 липня 2011 по 1 липня 2013 рр. — Генеральний консул Туреччини в Одесі (Україна).
У період з 2013 по 2016 рік він обіймав посаду керівника департаменту помічника генерального менеджера Америки.
З 30 січня 2017 року — генеральний консул Туреччини в Пловдиві (Болгарія).